# Cancha n.º 1
La cancha n.º 1 (del inglés: No. 1 Court) es una cancha de tenis ubicada en el club  All England Lawn Tennis and Croquet Club, Wimbledon, Inglaterra. Fue inaugurada en 1997, se utiliza para el campeonato de Wimbledon y a veces es elegida para los empates locales de la copa Davis de Gran Bretaña. La cancha central es reservada únicamente para el torneo de Grand Slam (y los Juegos Olímpicos de 2012). Tiene una capacidad de espectadores de 11,432. Esta cancha reemplazo la primera cancha n.º 1 (ahora demolida) la cual se encontraba en el lado oeste de la cancha central desde 1924 con una capacidad de espectadores de 7,328. La antigua cancha fue reemplazada por el edificio Millenium, el centro de medios y áreas para jugadores y miembros.

## Cancha n.º 1 (Original)

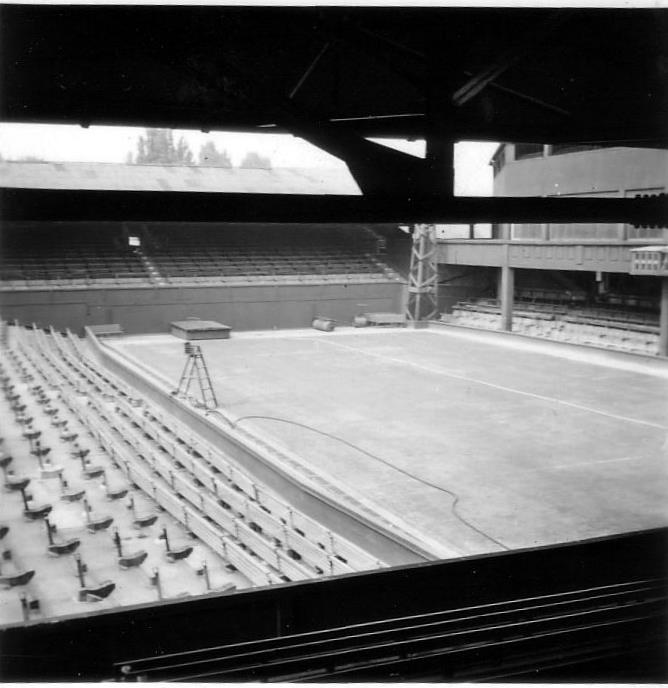
The former n.º 1 Court

La cancha original fue construida en 1924 y estaba adherida al lado oeste de la Cancha Central. Originalmente, tenía una capacidad de 3,250 (2,500 asientos y aproximadamente 750 de pie) la cual incremento a través del tiempo a 7,328 espectadores. Era más pequeña que la cancha actual y era la favorita de muchos de los jugadores ya que se decía que tenía una atmósfera única e intima.
La copa Wightman, competencia anual para mujeres de equipos de Estados Unidos y Gran Bretaña, se llevó a cabo en la Cancha No 1 de 1946 a 1972.
La antigua cancha fue reemplazada en 1997 por la actual, la cual está ubicada en el lado norte de la cancha central en Aorangi Park. La antigua cancha fue demolida porque su capacidad de espectadores era muy baja. El sitio de la antigua cancha es ahora ocupado por el edificio Millenium, el centro de medios y las áreas para jugadores y miembros.

## Actual Cancha n.º 1
La actual cancha n.º 1 en Aorangi Park fue construida en 1997, con una capacidad de espectadores de 11,432. Fue inaugurada el 23 de junio de 1997. Como parte de la ceremonia, una bandeja de plata (salver)  fue presentada a 10 campeones, los cuales habían ganado al menos 3 títulos en singles. El primer partido jugado en la nueva cancha fue entre Tim Henman y Daniel Nestor.
En abril de 2013, el All England Club confirmó su intención de construir un techo retráctil sobre la cancha n.º 1. Se espera que el techo este en su lugar para el campeonato del 2019.